# Crèche et école gardienne "Les Petits Poneys" (Ixelles)
La crèche et l’école gardienne « Les Petits Poneys » se situent au numéro 1 du Clos du Cheval d’Argent à Ixelles. 
Elles furent construites entre 1967 et 1969 par les architectes Jacques Goossens-Bara, Thierry et Frédérique Hoet-Seger et Monique Bertrand dans un style fonctionnaliste. En 2007, le bâtiment qu’occupait la crèche a dû subir de grandes transformations. Les locaux ont alors été déplacés dans des préfabriqués situés avenue d’Italie, à 750 mètres du site d’origine. En 2013, la crèche a rouvert. Elle présente à ce jour (2020) une nouvelle façade contemporaine en briques de ciment et en lattages de bois.

## Histoire

### Développement urbanistique de Boondael

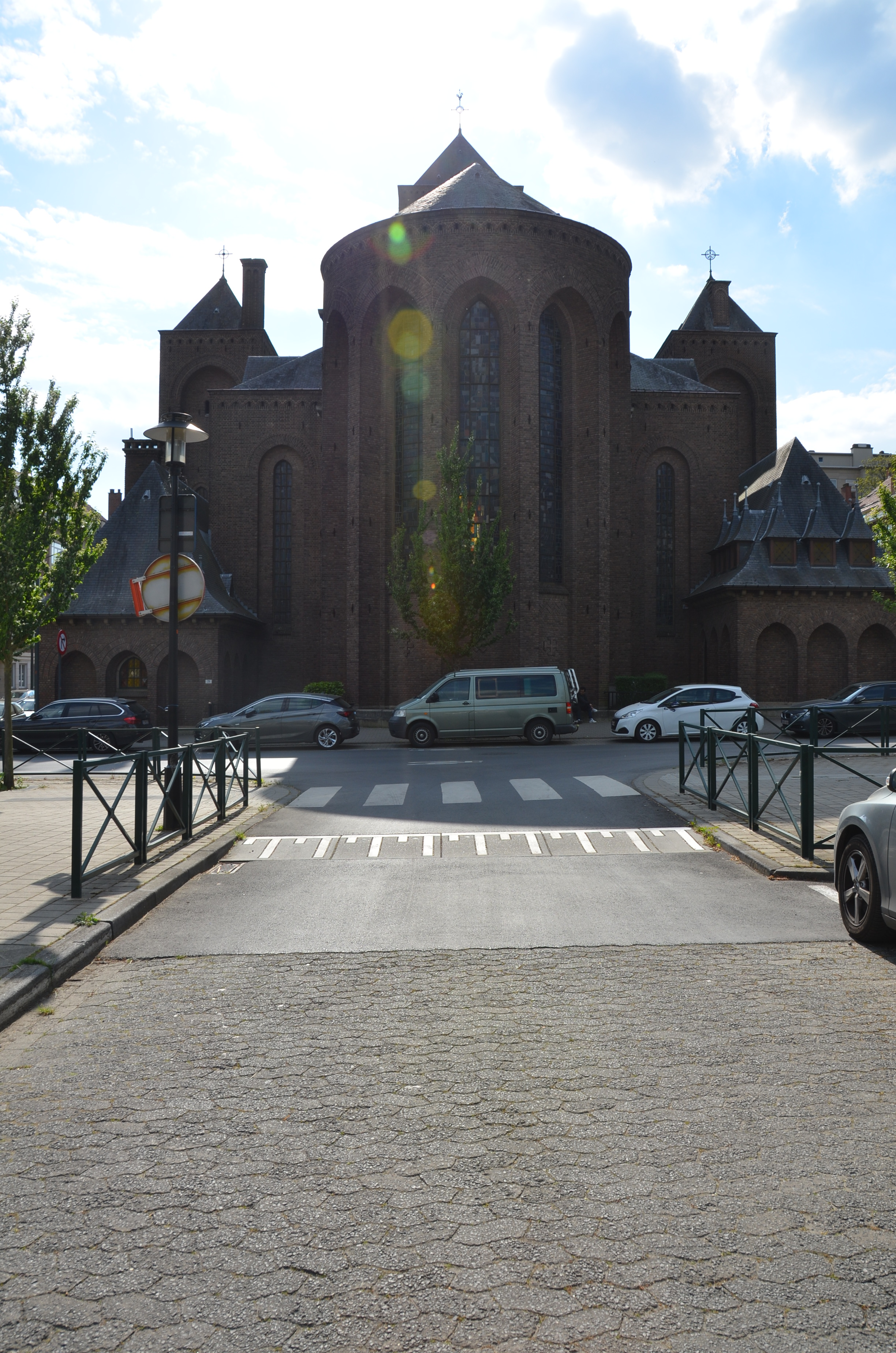
Vue de l'église Saint-Adrien construite en 1941 depuis le Clos du Cheval d'Argent.

Le clos du Cheval d’Argent, dans lequel se situe le complexe des « Petits Poneys », fut construit dans les années 1960 dans le but de mettre en lien la chaussée de Boondael avec l’église Saint-Adrien construite dix-neuf ans plus tôt (1941) par un accès non carrossable. Le clos en forme de « L » comprend un ensemble résidentiel construit entre 1965 et 1973.
Autrefois situé dans le hameau de Boondael, aujourd’hui partie intégrante de la commune d’Ixelles, le Clos du Cheval d’Argent s’inscrit dans un long processus d’urbanisation.
Durant plusieurs siècles, le hameau de Boondael a mené une vie prospère basée sur l’agriculture et l’élevage. À la fin du XIXe siècle, son développement urbanistique débute grâce à l’apparition de nouvelles voiries en pavés de pierres bleues. Ces pavés, beaucoup plus solides et mieux taillés que les pavés en grès blanc d’origine, vont rendre les routes plus praticables, ce qui va entraîner l’installation des péages aux deux extrémités de la chaussée de Boondael et pousser le quartier à lentement se développer. 
L'Exposition universelle de 1910 va prendre place sur le plateau du Solbosch et provoquer un premier bouleversement dans la vie du hameau encore très rural. Cependant, celle-ci ne va laisser que très peu de traces de son passage. La vie dans le hameau reste calme jusqu’en 1922. Cette année marque l’inauguration de l’avenue des Nations (aujourd’hui connue sous le nom d’Avenue Franklin Roosevelt (Bruxelles)). L’aboutissement de cette voie va entraîner la construction de nouvelles voiries secondaires bitumées qui vont se border au cours du temps d’immeubles à appartements. Ceux-ci vont petit à petit prendre la place des champs autour du hameau et pousser celui-ci à se détacher de son activité rurale. Le hameau de Boondael va petit à petit disparaître et s’intégrer au tissu urbain de la commune d’Ixelles. La construction du Clos du Cheval d’Argent entre dans la continuité de ce processus d’urbanisation. Entre les années 1950 et les années 1960, le « Carré du Borremans », un ensemble de maisons ouvrières situé en face de la nouvelle Église Saint-Adrien (Ixelles)(1941), est détruit pour construire un complexe résidentiel. Cet ensemble construit entre 1965 et 1973 comprend dans son programme la construction d’une école gardienne et d’une crèche : la crèche et l’école gardienne « Les Petits Poneys ». Le clos a pour but de mettre en lien la chaussée de Boondael et l’église par une voie piétonne. On lui donne comme nom « Cheval d’Argent » en souvenir des courses hippiques du même nom organisées lors du dernier dimanche d’août pour célébrer la fin de la kermesse dans le hameau de Boondael au XIXe siècle,.

## Architectes
Le centre scolaire « Les Petits Poneys » fut réalisé par un groupe de quatre architectes : Thierry Hoet (1927-2017) et Frédérique Segers (1929), qui sous le nom Hoet-Segers, sont considérés comme les gagnants du concours d’architecture de la crèche et de l’école du Clos du Cheval d’Agent, Jacques Goossens-Bara (1929-2007) et Monique Bertrand (1935-2014),.

### L’Expo 58
Le projet des « Petits Poneys » n’est pas la première collaboration entre les architectes Hoet-Segers et Jacques Goossens-Bara. Lors de l’Exposition universelle de 1958 sur le site du Heysel à Bruxelles, ceux-ci ont travaillé à la réalisation du Pavillon des Transports avec les architectes Henri Montois et Robert Courtois, ainsi que l’ingénieur Abraham Lipski,.
Le projet présenté lors de l’exposition se veut représentatif de tous les moyens de transports existants : aérauliques, terrestres et maritimes. Il se présente sous la forme d’un grand hangar à la toiture « légère » et « flottante » comme une aile d’avion dont les façades complètement ouvertes, uniquement composées d’une suite de colonnes d’acier donnent une impression de fluidité entre l’intérieur et l’extérieur. Au-dessus de ces colonnes, est placée une grande toiture en aluminium qui prend la forme d’une double parabole à concavité opposés. Aucun appui intermédiaire n’est placé pour retenir cette structure. Seul le système de treillis utilisé au niveau des poutres en acier et des pannes en aluminium, ainsi que leur assemblage, permet à la structure de se développer sur une surface de 14 000 m2. Cette structure est couverte d’une tôle ondulée en aluminium. Cette performance technique vaudra au projet un Prix Reynolds. Ce prix, décerné par l’American Institute of Architects récompense à cette époque de manière annuelle un projet considéré comme le meilleur en termes de conception architecturale en aluminium.

### Jacques Goossens-Bara (1929-2007)
Né le 1er mai 1928 à Bruxelles, Jacques Goossens-Bara est un architecte fonctionnaliste. Il étudie l’architecture à l’Académie Royale des Beaux-Arts. Durant ses études, il travaille en collaboration avec son professeur Henry Lacoste à l’installation de la maquette de Rome située aux musées royaux du cinquantenaire (1950). Il sort diplômé de l’Académie royale des beaux-arts de Bruxelles en 1952. Il alors devient membre de la « Société des Architectes Diplômés de la ville de Bruxelles » (S.A.D.Br) ainsi que de la « Société centrale des Architectes de Belgique » (S.C.A.B) entre 1956 et 1973.
En 1958, lors de l’exposition universelle, il réalise en parallèle du Pavillon des Transports le Pavillon de la Croix-Rouge. Dans les années 1960, il travaille à titre d’indépendant à la commune de Watermael-Boitsfort en tant qu’architecte au service des Travaux Publics,. Entre 1959 et 1967, il réalise parallèlement au complexe des « Petits Poneys » la crèche « Les Roitelets » à Watermael-Boitsfort en collaboration avec Monique Bertrand. On peut observer de nombreuses similitudes entre ces deux espaces. 

### Thierry Hoet et Frédérique Segers (Bureau Hoet-Segers)
Ce groupe formé de deux architectes, Thierry Hoet et Frédérique Segers a travaillé comme dit plus tôt sur la réalisation du Pavillon des Transports de l’Expo 58 en collaboration avec Henri Montois et Robert Courtois. Ils sont aussi indiqués comme les gagnants du concours du complexe des « Petit Poneys ».
Thierry Hoet (1927-2017) est un architecte hospitalier. Il a réalisé deux ouvrages à ce sujet : Le Bloc opératoire contemporain : Conception, réalisation, utilisation publié par les Presses Universitaires de l’Université libre de Bruxelles en 1985 et L'hôpital confronté à son avenir : actualiser l'hôpital et le préparer au XXIe siècle concernant la construction et la conception des hôpitaux en vue du XXIe siècle en 1993. Il a aussi fait partie du comité de rédaction de la revue Architecture 52 en 1952.

## Le projet

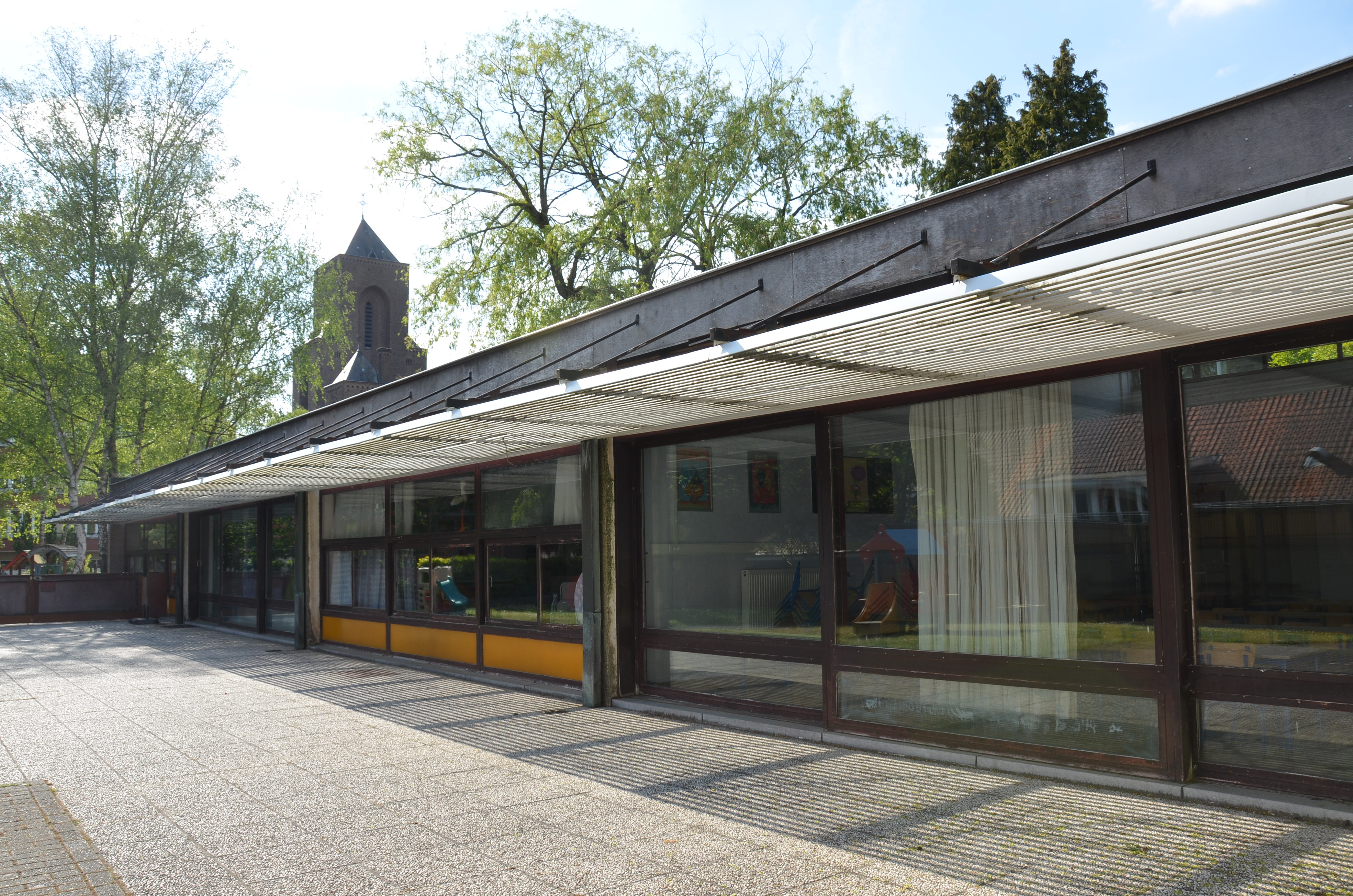
Façade de l'école gardienne s'ouvrant sur la cour de récréation.

### Programme
Dans les années 1950, la démolition du « Carré du Borremans » débute. Les travaux d’aménagement du Clos du Cheval d’argent suivent quelques années plus tard. Les services communaux d’Ixelles lancent alors un concours pour la construction d’une crèche et d’une école gardienne dans ce Clos. La crèche devra accueillir 50 lits et l’école devra comprendre des classes ainsi que tous les équipements relatifs à la petite enfance. Le projet retenu est celui du Bureau Hoet-Segers en collaboration avec Jacques Goossens-Bara et Monique Bertrand (travaillant tous deux parallèlement sur le projet de la Crèche  « Les Roitelets » à Watermael-Boitsfort).

### Description

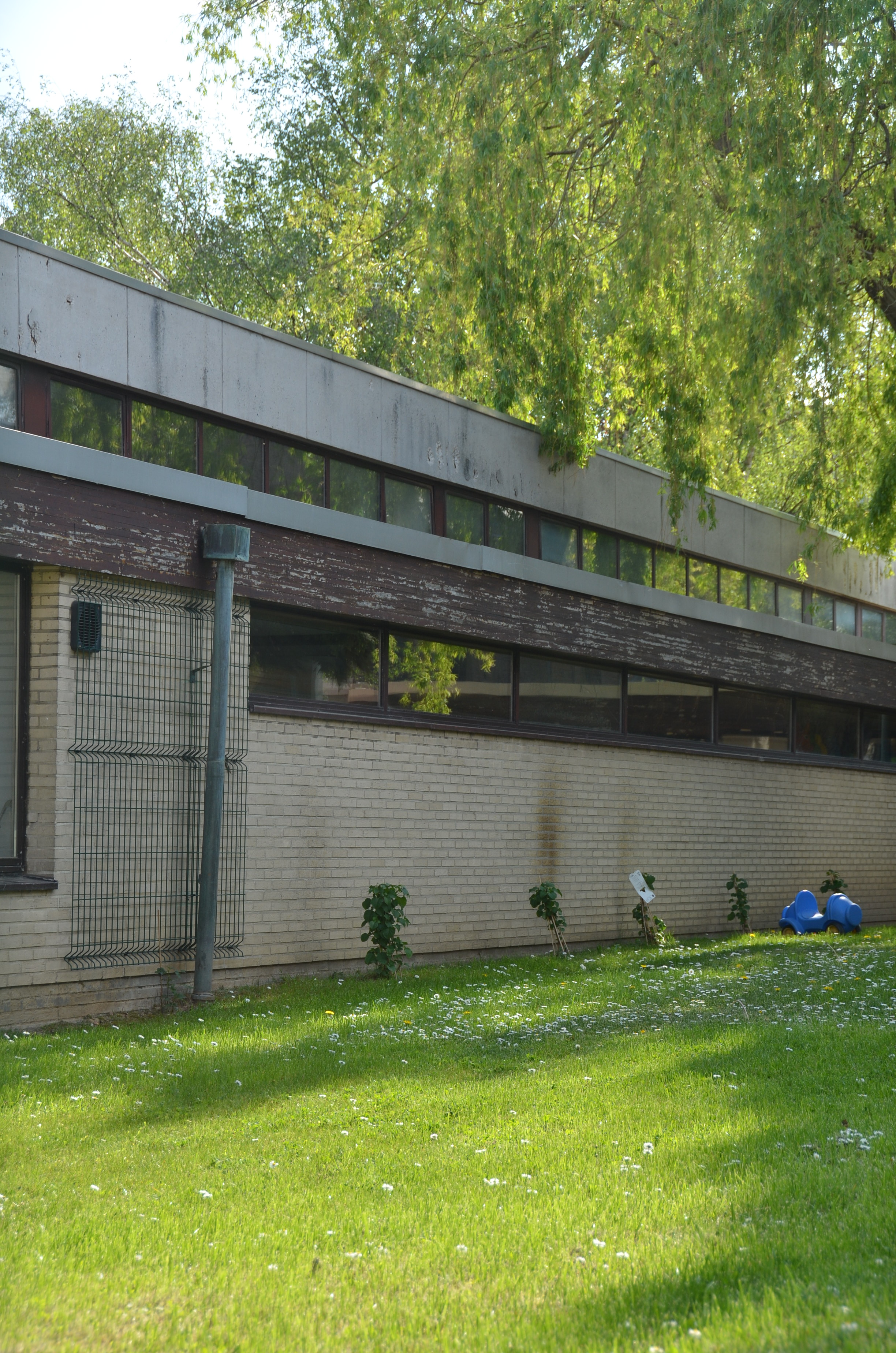
Décalage de toiture permettant d'apporter de la lumière dans les espaces de circulation en nord dans le bâtiment de l'école gardienne.

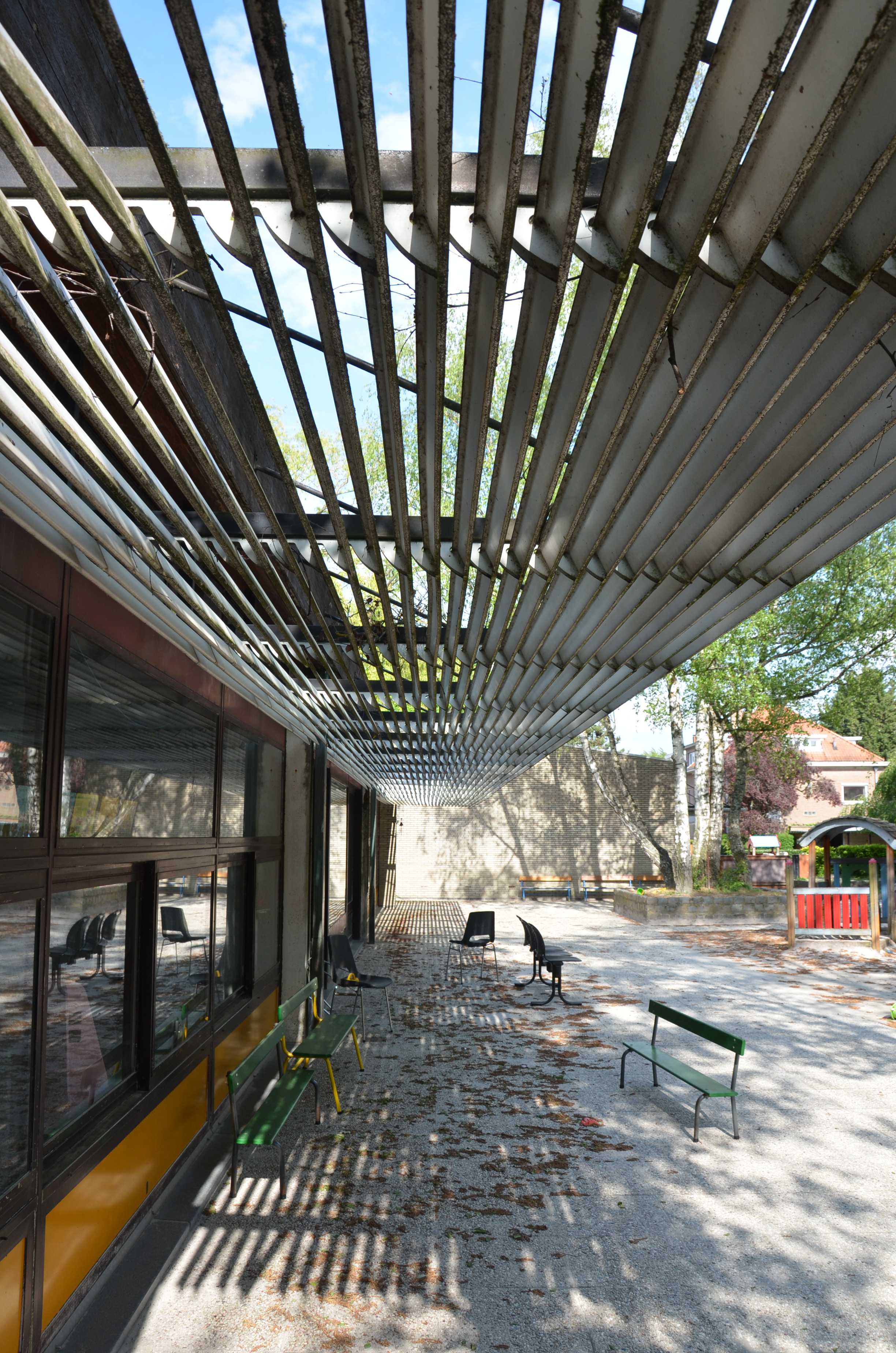
Auvents métalliques orientés au sud permettant de diminuer la surchauffe dans les classes.

L’école gardienne « Les Petits Poneys » est un projet extrêmement similaire au projet de la crèche « Les Roitelets » à Watermael-Boitsfort (1959-1967). On retrouve dans les deux projets de grandes fenêtres au niveau du rez-de-chaussée. Celles-ci donnent sur la cour de récréation et sont placées (dans l’école des « Petits Poneys ») à une cinquantaine de centimètres du sol afin de permettre aux enfants d’avoir une vue sur l’extérieur. Ces grandes baies sont surmontées d’auvents métalliques fixes composés de plusieurs barres parallèles qui laissent passer la lumière par intervalles réguliers. Ces auvents retenus par des tirants métalliques longent toute la façade sud du bâtiment. Ce système permet aux classes, toutes orientées au sud, de garder une température convenable toute l’année. La toiture sur deux niveaux prend la forme de pentes parallèles qui se soulèvent au nord afin d’offrir de la lumière naturelle dans les espaces de circulation,.

### Rénovations

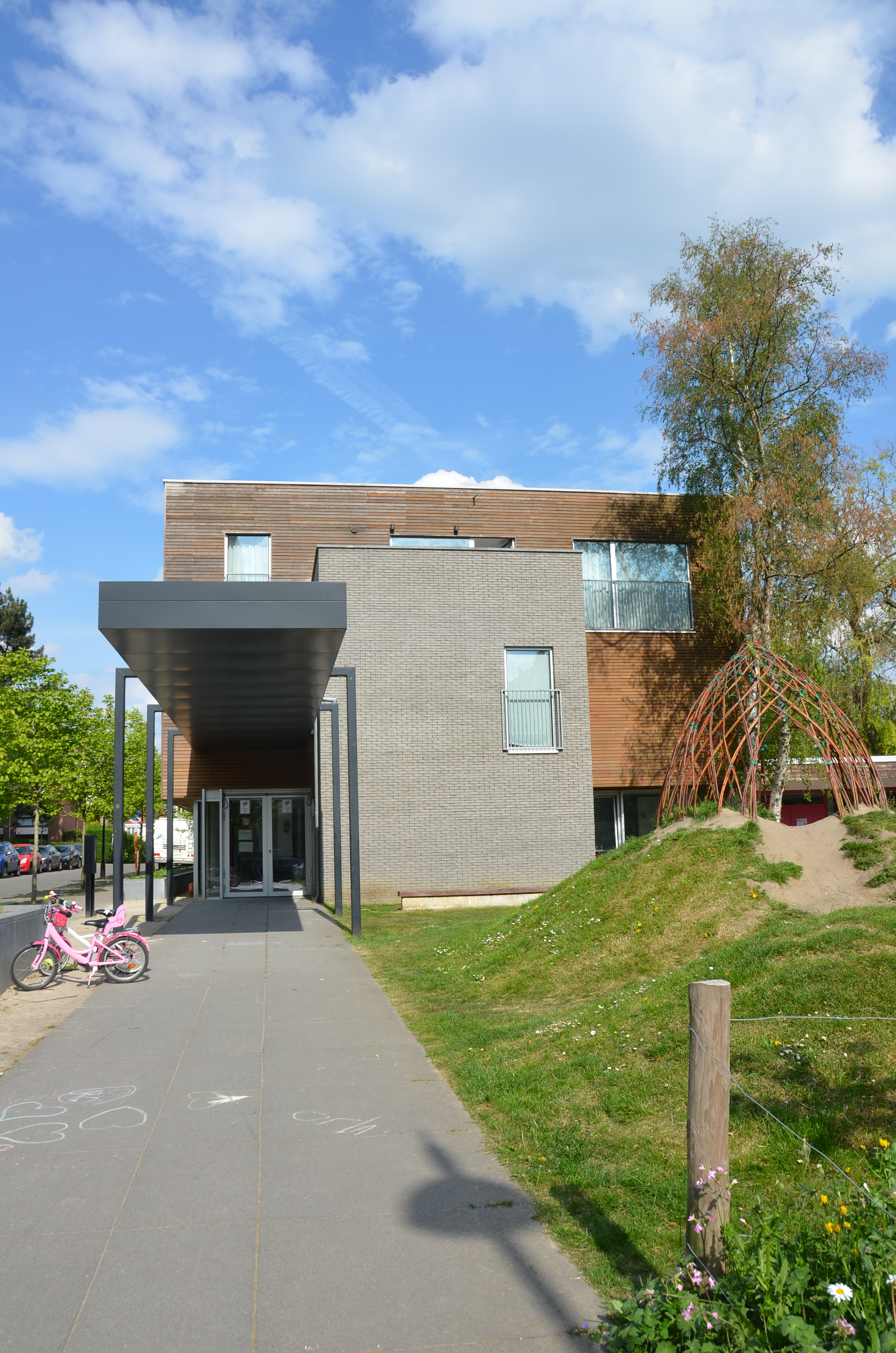
Façade de la crèche rénovée en 2013 par la commune d'Ixelles.

En 2007, d’importantes rénovations ont été entreprises dans le bâtiment de la crèche. Les locaux ont alors été déplacés avenue d’Italie dans des préfabriqués. En 2013, la crèche a repris sa place dans les locaux d’origine. Aujourd’hui, le bâtiment présente un nouveau visage, plus contemporain, avec une façade à rue présentant un assemblage de briques en ciment et de lattages en bois.

## Description de la façade

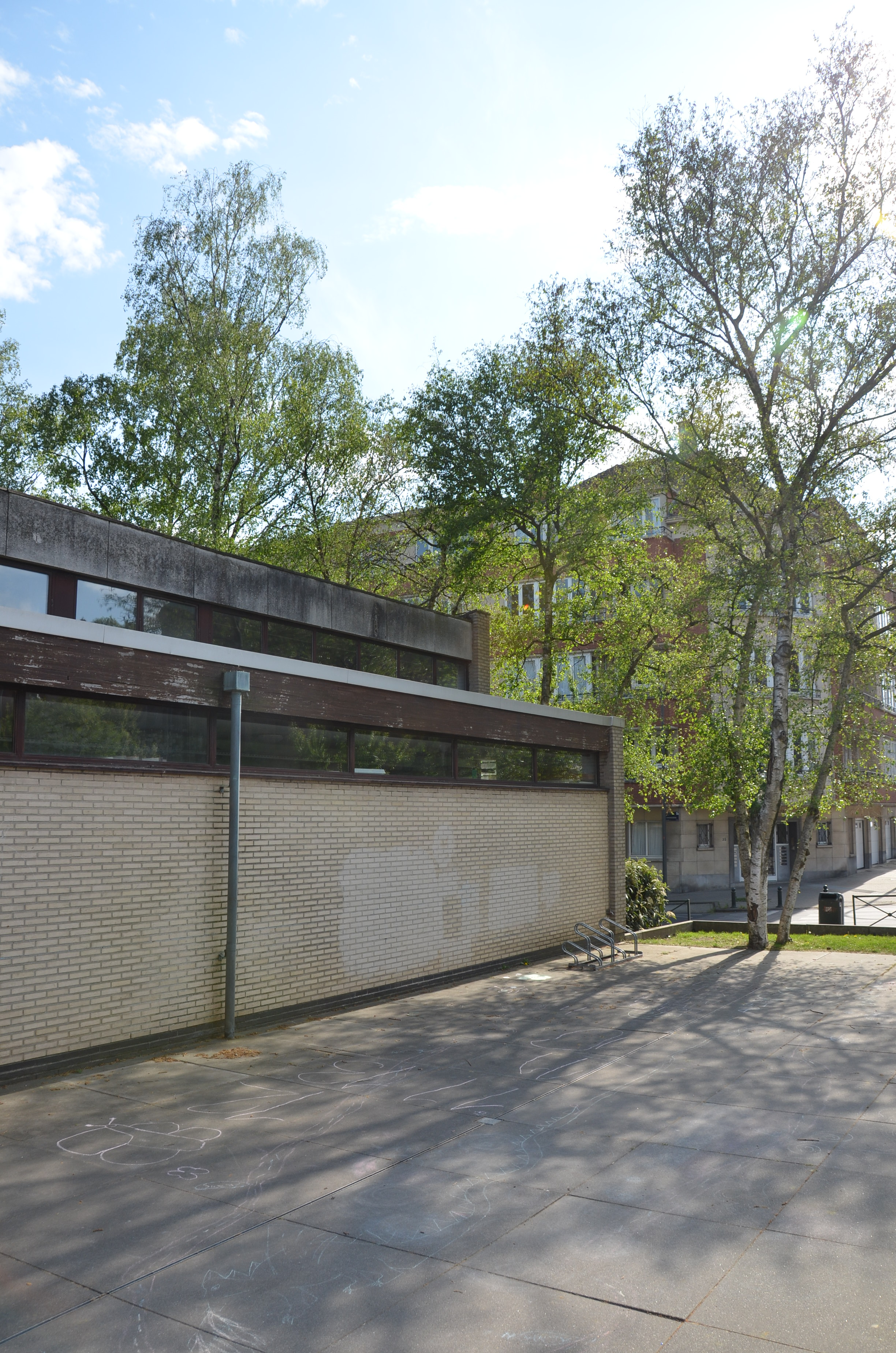
Façade droite de l'école gardienne construite en 1969 (encore existante).

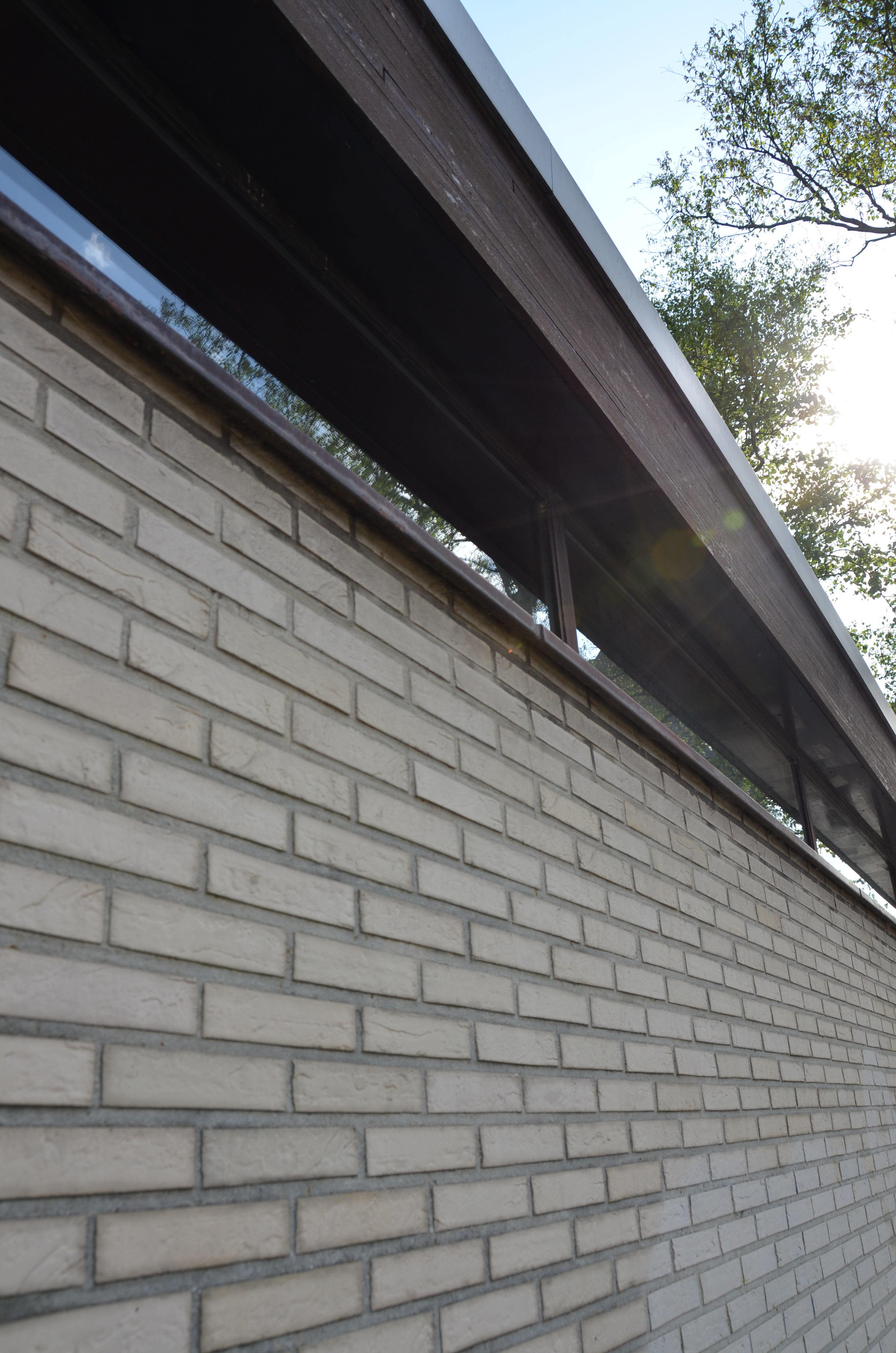
Détail de la fenêtre en bandeau sur la façade droite du bâtiment (encore existant).

La façade réalisée en 1969 par les architectes Hoet-Segers, Jacques Goossens-Bara et Monique Bertrand prend la forme d’un « L » autour d’une esplanade qui fait la jonction entre le Clos du Cheval d’Argent et l’avenue des Grenadiers. La partie droite (toujours visible à ce jour) se compose d’un rez-de-chaussée à la façade quasi aveugle en brique beige, avec un petit soubassement en briques noires. Une fenêtre en bandeau est disposée légèrement en retrait de la façade sous la corniche. Cette large corniche en bois crée une continuité entre la partie droite de la façade et la partie centrale. En arrière-plan, se dessine un demi-étage composé d’une fenêtre en bandeau identique à celle du niveau inférieur. Celle-ci est surmontée d’un voile de béton au-dessus duquel on trouve une seconde corniche en bois. La partie centrale de la façade ne comporte qu’un rez-de-chaussée. Celui-ci est vitré et crée une vue traversante entre l’esplanade et l’arrière du clos. La façade se compose de quatre baies occupant la hauteur totale du bâtiment et d’une porte à double vantaux surmontée d’un bandeau vitré. Des châssis placés à un quart de la hauteur des baies offrent un effet miroir avec la fenêtre en bandeau de la façade de droite. La large corniche en bois se poursuit tout le long de la façade jusqu’à rencontrer la partie gauche du bâtiment qui abrite les fonctions de la crèche. Cette façade, beaucoup plus haute, présente une architecture légèrement différente de celle observée précédemment. Le rez-de-chaussée se compose, du côté droit, d’une façade en briques noires dans laquelle sept baies vitrées verticales minces sont percées. Sous ces baies, on trouve de petites tablettes d’appuis qui soulignent la verticalité des fenêtres par un contraste de matérialité avec le parement de la façade. Le côté gauche offre un large et profond porche creusé dans le bâti sous lequel se trouve l’entrée de la crèche. Le premier étage présente une fenêtre en bandeau dont l’allège et la retombée sont construites en briques de teintes claires soulignent le dessin des châssis. Le deuxième étage présente les mêmes caractéristiques que le premier, si ce n’est qu’il est terminé par une fine corniche à la teinte foncée qui rappelle le rez-de-chaussée. La façade gauche présente un point commun avec la façade droite du bâtiment. Toutes deux sont cintrées entre deux pans de murs en briques qui créent un léger relief au niveau des extérieurs des façades.